# Izvorul Bigăr
Izvorul Bigăr is een beschermd gebied (natuurreservaat, IUCN, categorie IV) gesitueerd in de gemeente Bozovici in het district Caraș-Severin in Zuidwest-Roemenië.